# Maxwell Perry Cotton
Maxwell Perry Cotton (San Diego, 7 maggio 2000) è un attore statunitense.
È il fratello maggiore dell'attore Mason Vale Cotton.
Inizia la sua carriera all'età di sei anni ed è noto per aver interpretato Cooper Whedon nella serie televisiva Brothers & Sisters - Segreti di famiglia.
Il suo primo film è il film per la Tv Welcome to the Jungle Gym, nel ruolo di Zeke.
È inoltre noto per aver interpretato Dennis Mitchell nel film Dennis - La minaccia di Natale.
Nel 2009 appare nel film Un soffio per la felicità. 
Nel 2010 appare in due film: Radio Free Albemuth tratto dal racconto di Philip K. Dick e Class. 
Nel 2011 recita in I pinguini di Mr. Popper nel ruolo di Billy Popper.
Nel 2013 appare nel film Gangster Squad dove interpreta il figlio dell'esperto di intercettazioni Keeler

## Filmografia

### Film
- Welcome to the Jungle Gym (2006) - film TV
- Dennis - La minaccia di Natale (A Dennis the Menace Christmas), regia di Ron Oliver (2007)
- Un soffio per la felicità (Like Dandelion Dust), regia di Jon Gunn (2009)
- Class (2010) - film TV
- Radio Free Albemuth (2010)
- I pinguini di Mr. Popper (Mr. Popper's Penguins), regia di Mark Waters (2011)
- Game Time: Tackling the Past (2011) - film TV
- Gangster Squad, regia di Ruben Fleischer (2013)
- Elysium, regia di Neill Blomkamp (2013)

### Televisione
- Untold Stories of the ER - serie TV, 1 episodio (2006)
- Brothers & Sisters - Segreti di famiglia (Brothers & Sisters) - serie TV, 82 episodi (2006-2011)

## Doppiatori italiani
Nelle versioni in italiano delle opere in cui ha recitato, Maxwell Perry Cotton è stato doppiato da:
- Arturo Valli ne I pinguini di Mr. Popper, Brothers & Sisters - Segreti di famiglia
- Lorenzo D'Agata in Un soffio per la felicità
- Tito Marteddu in Elysium